# ビッグクリーク郡区 (アイオワ州ブラックホーク郡)
ビッグクリーク郡区は、アメリカ合衆国、アイオワ州、ブラックホーク郡にある17の郡区の一つである。2000年の国勢調査で、人口は2640人だった。

## 地理
ビッグクリーク郡区は、67.0平方キロメートル（25.86平方マイル)で、La Porte Cityが含まれている。アメリカ地質調査所によると、この郡区はWestviewの1つの霊園が含まれている。